# Saropogon srilankaensis
Saropogon srilankaensis là một loài ruồi trong họ Asilidae. Saropogon srilankaensis được Joseph & Parui miêu tả năm 1995. Loài này phân bố ở miền Ấn Độ - Mã Lai.